# Canaima arima
Canaima arima är en spindelart som först beskrevs av Willis J. Gertsch 1982.  Canaima arima ingår i släktet Canaima och familjen dallerspindlar. Inga underarter finns listade.